# 吕基
吕基（法語：Lucquy，法語發音：[lyki]）是法国大東部大區阿登省的一个市镇，属于勒泰勒区。

## 地理
吕基（49°31'58"N, 4°28'40"E）面积5.07 平方千米，位于法国大東部大區阿登省，该省份为法国北部内陆省份，西接埃纳省，南至马恩省，东临默兹省，北与比利时接壤。
与吕基接壤的市镇（或旧市镇、城区）包括：阿马涅、欧邦库尔-沃泽勒、库西、福村、诺维-舍夫里耶尔。

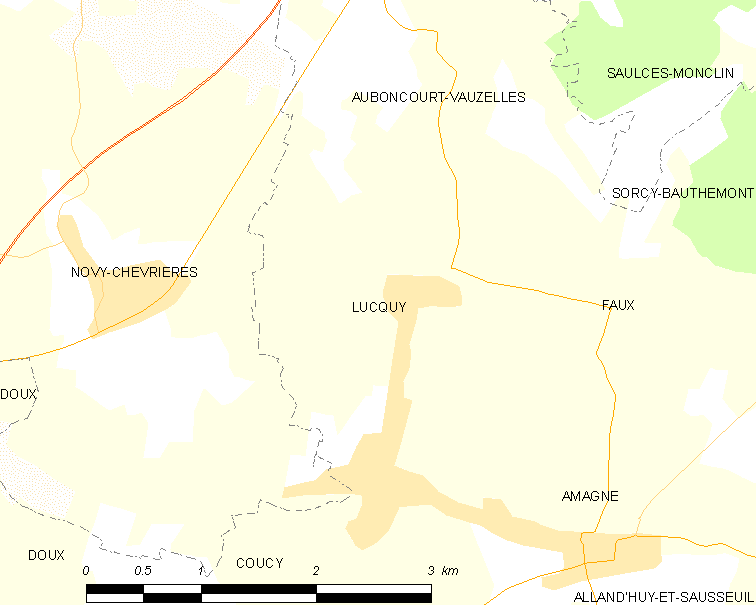
吕基的OSM定位图

吕基的时区为UTC+01:00、UTC+02:00（夏令时）。

## 行政
吕基的邮政编码为08300，INSEE市镇编码为08262。

## 政治
吕基所属的省级选区为锡尼拉拜县。

## 人口

1962-2008年间吕基人口变化图示

吕基于2022年1月1日时的人口数量为579人。